# Хайнрих (Франкония)
Вижте пояснителната страница за други личности с името Хайнрих.
Хайнрих от Франкония (на френски: Henri; † 28 август 886 пред Париж) e princeps militiae, маркграф на Неустрия, херцог на Австразия от род Попони.

## Живот
Хайнрих е син на граф Попо I от Грабфелд († 839/841, маркграф на Фризия) от франкските Бабенберги и Робертините и съпругата му от род Хатониди.
Хайнрих e, както баща му, противник на Лудвиг Немски (840 – 876) и участва в заговора против него. При крал Лудвиг III Младши той става през 866 г. princeps militiae. По времето на император Карл Дебели, който имал предпочитания към фамилията, Хайнрих е най-главният генерал и marchio francorum (маркграф на франките) и dux Austrasiorum (херцог на Австразия). През 880 г. той е главнокомандващ на войската против Хуго, синът на Лотар II.
През 884 г. той командва войската, която защитава Саксония от норманите. Следващата 885 година Хайнрих прекратява владетелството на норманите във Фризия и убива техния вожд Готфрид. Същата година той помага на брат си, Попо (II), в конфликтите му около службата херцог в Тюрингия.
През 886 г. той се бие против норманите в Неустрия и при обсадата на Париж от норманите той пада в дупка по време на разглеждане на терена от коня си и е убит от норманец. Хайнрих е погребан в манастира St. Médard в Соасон.

## Фамилия
Хайнрих се жени за Ингелтруда (* 837/840; † сл. 2 април 870) от род Унруохинги, най-възрастната дъщеря на Еберхард (херцог на Фриули) и Гизела, дъщеря на император Лудвиг Благочестиви и Юдит Баварска. Жена му е сестра на Беренгар I.
Той е баща на:
- Хадвига Бабенберг (Hathui, Hadui(ch), † 24 декември 903; от ок. 869/870 омъжена за Отон I, Сиятелния, херцог на Саксония, † 30 ноември 912 (Лиудолфинги). Така princeps militiae Хайнрих е дядо на Хайнрих I Птицелов, император от 919 до 936.
- Адалберт, екзекутиран 9 юни 906, граф 888
- Адалхард, екзекутиран 902, граф 888
- Хайнрих, † 902/903, граф 888